# Lions Love
Lions Love è un film del 1969 diretto da Agnès Varda.

## Trama
Una regista newyorchese Shirley (la vera regista Shirley Clarke) va a Los Angeles per incontrare dei finanziatori per cercare di produrre un film. Viene ospitata in una piccola ma graziosa villa sulle colline di Hollywood con piscina da un trio (Viva, James Rado e Gerome Ragni) che convivono allegramente anche dormendo insieme in un grande letto. Provano addirittura ad ospitare tre bambini di 3, 7 e 10 anni con esito deludente per loro (ma divertente per gli spettatori del film). In quei giorni avvengono gli attentati a Robert Kennedy e a Andy Warhol. Il primo dei quali viene seguito in televisione dai tre. Intanto i produttori si rifiutano di finanziare il film e la regista tenta il suicidio. Alla fine tornerà dall'ospedale guarita e i tre dopo aver svuotato la piscina si confessano davanti alla cinepresa. Divertenti apparizioni di Agnes Varda e cameo di Eddie Costantine.

## Varda e Andy Warhol
Viva , musa di Andy Warhol, figura centrale del trio di amanti del film, inserisce chiaramente Agnes Varda nella Storia dell'arte. Così scrive Jean-Marie Samocki nel numero 803 di Cahiers du cinéma parlando della retrospettiva dedicata alla cineasta dalla Cinémathèque française dall'11 ottobre 2023 al 28 gennaio 2024 il cui titolo Viva Varda dà l'idea di coronare perfettamente ogni manifestazione a lei dedicata fino a quel momento.